# Forrest Stanley
Forrest Stanley (21 de agosto de 1889 – 24 de agosto de 1969) fue un actor y guionista cinematográfico de nacionalidad estadounidense, activo principalmente en la época del cine mudo. 
Nacido en la ciudad de Nueva York, es particularmente conocido por su papel de malvado en la película de misterio The Cat and the Canary, dirigida por Paul Leni en 1927.
Forrest Stanley falleció en Los Ángeles, California, en 1969, a causa de una caída.

## Selección de su filmografía
- The Yankee Girl (1915)
- The Tongues of Men (1916)
- Madame la Presidente (1916)
- The Code of Marcia Gray (1916)
- The Heart of Paula (1916)
- What Every Woman Wants (1919)
- The Notorious Mrs. Sands (1920)
- Forbidden Fruit (1921)
- When Knighthood Was in Flower (1922)
- Bavu (1923)
- Through the Dark (1924)
- Madame Sans-Gene (1925)
- The Girl Who Wouldn't Work (1925)
- Shadow of the Law (1926)
- Eve's Love Letters (1927)
- The Cat and the Canary (1927)
- Bare Knees (1928)
- Arizona (1931)
- Sin's Pay Day (1932)

## Galería fotográfica

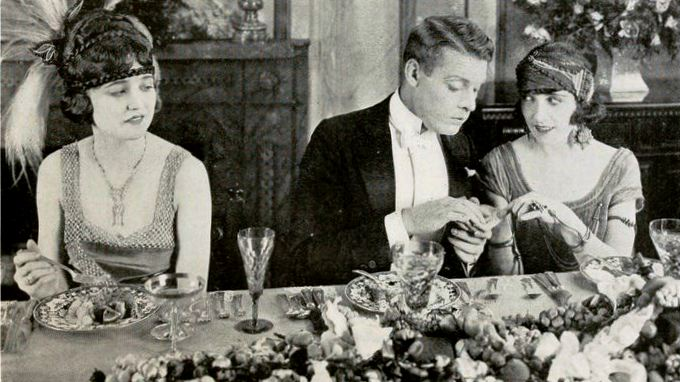
Escena de Forbidden Fruit (1921), con Agnes Ayres (izq) y Forrest Stanley
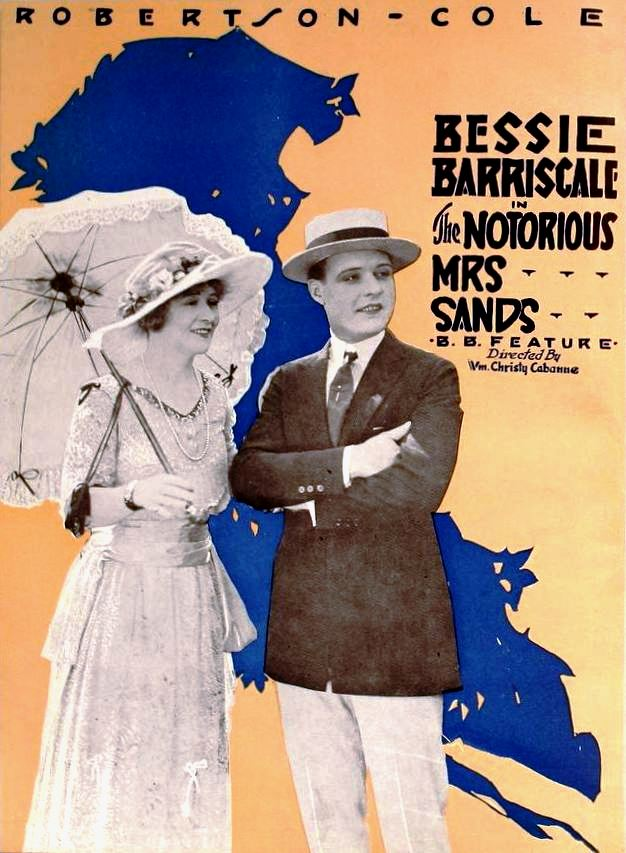
The Notorious Mrs. Sands (1920), con Bessie Barriscale y Forrest Stanley
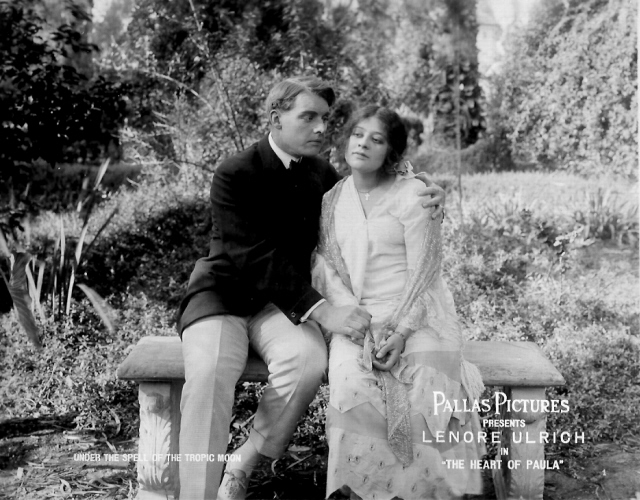
Forrest Stanley y Lenore Ulrich en The Heart of Paula (1916)
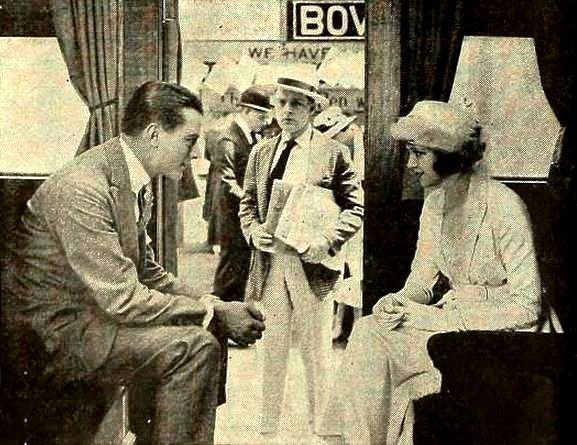
Escena de His Official Fiancée (1919), con Hugh Huntley y Vivian Martin en el tren, y Forrest Stanley mirando